# ملوین براون (بازیکن فوتبال)
ملوین براون (انگلیسی: Melvin Brown (footballer)؛ زادهٔ ۲۸ ژانویهٔ ۱۹۷۹) یک بازیکن فوتبال مکزیکی با تبار جامائیکایی است.
وی سابقه‌ی بازی برای تیم ملی فوتبال مکزیک را دارد و همچنین عضو این تیم در جام جهانی فوتبال ۲۰۰۲ بوده است.